# Соммер, Адольф
Адольф Соммер, псевдоним — Гродзишчан, немецкий вариант — Адольф Зоммер (в.-луж. Adolf Sommer, Hrodźišćan; нем. Adolph Sommer, 25 февраля 1862 года, Будишин, Лужица, Германия — 3 сентября 1909 года, Будишин, Германия) — лужицкий педагог, писатель, переводчик и культурный деятель.

## Биография
Родился 25 февраля 1862 года в Будишине в семье каменщика. Окончив начальную школу, поступил в 1876 году в педагогическое училище. С 1881 года работал помощником учителя в Гучине. В 1884 году возвратился в Будишин, где работал в одной из городских школ до своей смерти в 1909 году. В 1881 году вступил в культурно-просветительскую организацию «Матица сербская». С 1894 года преподавал верхнелужицкий язык.
Публиковал свои произведения на страницах газеты «Serbske Nowiny», журналов «Łužica» и «Pomhaj Bóh». Изучив русский язык, работал переводчиком в суде. Переводил на верхнелужицкий язык произведения Льва Толстого, Александра Пушкина и Владимира Короленко. В 1898 году совершил вместе с Яном Арноштом Голаном путешествие в Россию. Перевёл несколько комедий на верхнелужицкий язык. Будучи помощником учителя в Гучине, увлёкся пчеловодством и написал книгу об истории пчеловодства в Лужице.

## Избранные сочинения
- Swjatowitowa swjatnica., 1893
- Wón wšak njewě, što by chcył., 1894
- Serbske Nowiny čisło 365., 1896
- Moje lońše pućowanje k bratrowskim a cuzym narodam., Łužica, Budyšin 1899.
- Za Budyšinom na roli., Łužica, Budyšin 1912.
- W hosćencu Zeleneho zmija., Łužica, Budyšin 1915.